# Maria Guleghina
Maria Agàsssovna Guléguina, rus: Мари́я Ага́совна Гуле́гина, ucraïnès: Марі́я Ага́сівна Гуле́гіна Maria Agàssivna Guléguina, en armeni: Մարիա Գուլեգինա, de soltera Meitardjan, rus: Мейтарджян, coneguda habitualment per la romanització italiana del seu nom, Maria Guleghina (* 9 d'agost de 1959, Odessa) - és una cantant d'òpera (soprano) soviètica i russa, d'arrels ucraïneses i armènies, particularment lligada al repertori operístic italià.

## Biografia
Nasqué a Odessa, actualment Ucraïna, llavors part de la Unió Soviètica, de pare armeni i mare ucraïnesa.
Va completar els seus estudis musicals al Conservatori d'Odessa amb Ievgueni Nikolàievitx Ivànov, amb qui va continuar perfeccionant-se després d'haver aconseguit el seu diploma.
Debutà el 1985 en el paper de Iolanta a l'Òpera Estatal de Minsk,just abans de sortir de la Unió Soviètica per emprendre una carrera internacional.
El seu debut a l'estranger va tenir lloc el 24 de març de 1987 en el paper d'Amelia a Un ballo in maschera al Teatro alla Scala, per la sobtada indisposició de Susan Marie Pierson.
Després arribaren interpretacions en papers protagonistes a I due Foscari, Manon Lescaut i Tosca. Ben aviat fou contractada per cantar a Viena, Múnic, Hamburg, Londres i l'Opéra National de Paris (Abigaille a Nabucco).
El debut estatunidenc fou al Metropolitan Opera el 1990 com a Maddalena a Andrea Chénier. Cantà després a l'Òpera de San Francisco i a l'Òpera de Chicago a Ernani, Simon Boccanegra, Cavalleria rusticana i Fedora. Successivament amplià el seu repertori incloent Attila i Macbeth. Després de la caiguda de la Unió Soviètica cantà a Rússia i debutà al Teatre Mariïnski de Sant Petersburg el 1992 amb l'òpera La dama de piques. Ha cantat també molts cops al Japó i diverses temporades al Gran Teatre del Liceu de Barcelona.
El 2010 va interpretar l'ària de l'òpera El príncep Ígor en la cerimònia de cloenda dels XXI Jocs Olímpics d'hivern de Vancouver.
És considerada una de les principals sopranos dramàtiques de la seva generació, admirada per la seva veu càlida i rica i la seva intensa presència escènica.
Maria Guleghina és membre honorària del Comitè Paralímpic Internacional i Ambaixadora de Bona Voluntat de l'UNICEF. El 2006 va rebre l'Orde de la Santíssima Princesa Olga de III grau. La temporada 2003-2004 rebé el guardó al millor cantant de la temporada del Liceu que atorga l'Associació de Liceistes 4t i 5è Pis.

## Repertori
| Paper                                    | Títol                          | Autor        |
| ---------------------------------------- | ------------------------------ | ------------ |
| Norma                                    | Norma                          | Bellini      |
| Lisa                                     | La dama de piques              | Txaikovski   |
| Iolanta                                  | Iolanta                        | Txaikovski   |
| Adriana Lecouvreur                       | Adriana Lecouvreur             | Cilea        |
| Maddalena di Coigny                      | Andrea Chénier                 | Giordano     |
| Fedora Romazov                           | Fedora                         | Giordano     |
| Santuzza                                 | Cavalleria rusticana           | Mascagni     |
| Manon Lescaut                            | Manon Lescaut                  | Puccini      |
| Floria Tosca                             | Tosca                          | Puccini      |
| Giorgetta                                | Il tabarro                     | Puccini      |
| Turandot                                 | Turandot                       | Puccini      |
| Zemfira                                  | Aleko                          | Rakhmàninov  |
| Francesca                                | Francesca da Rimini            | Rakhmàninov  |
| Rosina                                   | Il barbiere di Siviglia        | Rossini      |
| Leonora                                  | Oberto, Conte di San Bonifacio | Verdi        |
| Abigaille                                | Nabucco                        | Verdi        |
| Elvira                                   | Ernani                         | Verdi        |
| Lucrezia Contarini                       | I due Foscari                  | Verdi        |
| Odabella                                 | Attila                         | Verdi        |
| Lady Macbeth                             | Macbeth                        | Verdi        |
| Gulnara                                  | Il corsaro                     | Verdi        |
| Leonora                                  | Il trovatore                   | Verdi        |
| Violetta Valery                          | La traviata                    | Verdi        |
| Amelia Grimaldi                          | Simon Boccanegra               | Verdi        |
| Duchessa Elena                           | I vespri siciliani             | Verdi        |
| Amelia                                   | Un ballo in maschera           | Verdi        |
| Elisabetta di Valois Principessa d'Eboli | Don Carlo                      | Verdi        |
| Leonora di Vargas                        | La forza del destino           | Verdi        |
| Aida                                     | Aida                           | Verdi        |
| Desdemona                                | Otello                         | Verdi        |
| Dolly                                    | Sly                            | Wolf-Ferrari |